# Паника (Бузулуцький район)
Па́ника (рос. Паника) — селище у складі Бузулуцького району Оренбурзької області, Росія.

## Населення
Населення — 74 особи (2010; 93 у 2002).
Національний склад (станом на 2002 рік):
- росіяни — 96 %